# Valàuria (Alps Marítims)
Valàuria (nom occità, pronunciat [vaˈlawɾjɔ, vaˈlawɾi]) (en francès Vallauris) és un municipi francès situat al departament dels Alps Marítims i a la regió de Provença – Alps – Costa Blava. L'any 1999 tenia 25.773 habitants.

## Demografia
| Evolució de la població |       |       |       |       |       |       |       |       |
| 1793                    | 1800  | 1806  | 1821  | 1831  | 1836  | 1841  | 1846  | 1851  |
| 1.479                   | 1.446 | 1.527 | 1.746 | 2.060 | 2.065 | 2.031 | 2.482 | 2.577 |

| 1856  | 1861  | 1866  | 1872  | 1876  | 1881  | 1886  | 1891  | 1896  |
| ----- | ----- | ----- | ----- | ----- | ----- | ----- | ----- | ----- |
| 2.584 | 2.810 | 3.016 | 3.273 | 3.666 | 3.942 | 4.928 | 6.058 | 6.247 |

| 1901  | 1906  | 1911  | 1921  | 1926   | 1931   | 1936   | 1946  | 1954   |
| ----- | ----- | ----- | ----- | ------ | ------ | ------ | ----- | ------ |
| 6.729 | 7.433 | 8.030 | 5.935 | 10.156 | 10.267 | 10.554 | 8.244 | 10.040 |

| 1962   | 1968   | 1975   | 1982   | 1990   | 1999   | 2006 | 2011 | 2016 |
| ------ | ------ | ------ | ------ | ------ | ------ | ---- | ---- | ---- |
| 10.774 | 12.880 | 17.182 | 21.205 | 24.325 | 25.765 | -    | -    | -    |

| 2019 | - | - | - | - | - | - | - | - |
| ---- | - | - | - | - | - | - | - | - |
| -    | - | - | - | - | - | - | - | - |

## Administració
| Període   | Identitat             | Partit        |
| --------- | --------------------- | ------------- |
| 1945-1977 | Paul Derigon          | PCF           |
| 1977-1995 | Pierre Donnet         | RPR           |
| 1995-2001 | Jean-Paul Bongiovanni | Divers droite |
| 2001-2002 | Michel Ribero         | Divers droite |
| 2002      | Michèle Piquer        | Divers droite |
| 2002-     | Alain Gumiel          | UMP           |

## Agermanaments
- Auderghem
- Hódmezővásárhely
- Lindenberg (Pfalz)